# Брукс, Дэвид Оуэн
Дэвид Оуэн Брукс (англ. David Owen Brooks; 12 февраля 1955 — 28 мая 2020) — американский осужденный убийца и сообщник серийного убийцы Дина Корлла, который вместе с Элмером Уэйном Хенли похитил, изнасиловал, пытал и убил не менее 28 мальчиков и молодых людей между 1970 и 1973 годами в Хьюстоне, штат Техас. Преступления, называемые массовыми убийствами в Хьюстоне, стали известны после того, как Хенли смертельно застрелил Корлла.
Многие из жертв были друзьями Брукса и Хенли. На момент их разоблачения массовые убийства в Хьюстоне считались самыми жестокими серийными убийствами в американской истории.
В период между его осуждением в 1975 году и смертью в 2020 году от COVID-19 Бруксу неоднократно отказывали в условно-досрочном освобождении (в последний раз в 2018 году).

## Детство
Брукс впервые встретил Корлла, когда учился в шестом классе. Он был одним из многих детей и подростков, которые общались в компании Corll Candy Company, и позже признался, что Корлл был одним из немногих, кто не насмехался над его очками. В устном признании Брукс признался, что Корлл совершал над ним сексуальное насилие с 12 лет, за что Корлл платил ему подарками или наличными.